# Brahim Tsaki
Brahim Tsaki (àrab: إبراهيم تساكي, Ibrāhīm Tsākī) (Sidi Bel Abbès, Algèria, 27 de desembre de 1946 - París, França, 10 de setembre de 2021) va ser un un guionista i director algerià.
Nascut a Algèria, Brahim Tsaki va estudiar a l'escola de teatre de Bordj El Kiffan prop d'Alger i després a l'Institut des arts de diffusion (IAD) de Louvain-la-Neuve a Bèlgica on es va graduar en direcció el 1972.

## Filmografia
- 1980: La Boite dans le désert (curtmetratge)
- 1981: Les Enfants du vent (Aulad el Rih)
- 1983: Histoire d'une rencontre
- 1990: Les Enfants des néons
- 2006: Ayrouwen, l'ivresse d'un voyage à l'intérieur de l'amour

## Premis
- 1985 : Etalon de Yennenga del Fespaco per Histoire d'une rencontre rebut de mans de Thomas Sankara.[5]